# The Sheriff's Son
The Sheriff's Son er en amerikansk stumfilm fra 1919 af Victor Schertzinger.

## Medvirkende
- Charles Ray som Royal Beaudry
- Seena Owen som Beulah Rutherford
- J. P. Lockney som Dave Dingwell
- Charles K. French som Hal Rutherford
- Otto Hoffman som Jess Tighe